# I'm a Slave 4 U
I'm Slave 4 U (Jsem otrok pro tebe) je první píseň ze třetí desky Britney Spears nezvané Britney. Píseň vyšla během třetí čtvrtiny roku 2001.
Tato píseň je často považována za další vývojový stupeň této zpěvačky, protože se pohybuje okoly R&B rytmu. Videoklip také posouvá Britney o kousek dál a zbavuje jí image panny a holky od vedle.

## Informace o písni
I v producentském složení se Britney posunula o kus dál. S písní ji pomáhali Snoop Dogg, Jay-Z, Mystikal a další hip hopoví umělci. V textu Britney zpívá, že už se nemůže kontrolovat a je jen náš otrok.
Ačkoli sama prohlásila, že píseň je o tanci a nikoli o sexu, nikdo ji to moc nevěřil.

## Videoklip
Režie klipu se ujal Francis Lawrence a celý se natočil v Universal City v Kalifornii.
Toto video je zřejmě nejriskantnější v celé kariéře Britney. Děj se odehrává v jakési sauně, která je ve futuristickém městě. V klipu vidíme Britney v různých tanečních pozicích a na různých místech jako jsou balkon nebo v koupelně před zrcadlem.
Vidíme i skupinu lidí, která si v druhé polovině klipu podává Britney na rukou. Lidé kolem jsou zpocení a mají žízeň. Klip končí, když začíná pršet.

## Hitparádové úspěchy
I'm Slave 4 U zaznamenala v hitparádách mírné úspěchy. V USA se probojoval jen na chvost nejlepší třicítky.
Jinde ve světě byl ale velice úspěšný ve Velké Británii se dostala píseň do top 5 a prodalo se jí zde více než 149,000 kusů.

## Umístění ve světě
| Hitparáda         | Umístění |
| ----------------- | -------- |
| USA               | 27       |
| Argentina         | 4        |
| Austrálie         | 7        |
| Rakousko          | 20       |
| Belgie            | 6        |
| Brazílie          | 1        |
| Kanada            | 9        |
| Francie           | 8        |
| Německo           | 3        |
| Irsko             | 6        |
| Itálie            | 4        |
| Japonsko          | 33       |
| Nizozemsko        | 6        |
| Lotyšsko          | 15       |
| Mexiko            | 1        |
| Nový Zéland       | 13       |
| Norsko            | 3        |
| Filipíny          | 1        |
| Švédsko           | 7        |
| Švýcarsko         | 7        |
| Tokio             | 3        |
| Velká Británie    | 4        |
| Světová hitparáda | 5        |